# Ignacy Korczyński
Ignacy Korczyński (ur. 16 września 1948 w Pisarzowicach) – polski entomolog.

## Życiorys
W 1971 ukończył studia w Wyższej Szkole Rolniczej w Poznaniu i uzyskał stopień magistra inżyniera. W 1982 w Akademii Rolniczej w Poznaniu obronił doktorat, a w 1993 habilitował się. Jest pracownikiem naukowym Uniwersytetu Przyrodniczego w Poznaniu, specjalizuje się w entomologii leśnej, a szczególnie w ekologii owadów uszkadzających sosnę. Badał metody ochrony drzewostanów przed szkodami wyrządzanymi przez owady, pracował nad określeniem wpływu różnych czynników na stopień szkodliwości szczeliniaka sosnowca (Hylobius abietis) oraz weryfikował założenia "ogniskowo-kompleksowej metody ochrony lasu". Dorobek naukowy stanowi ponad 60 publikacji, w tym 40 oryginalnych prac naukowych. W 1997 został odznaczony Srebrnym Krzyżem Zasługi.